# Jeff Slade
Jeffrey Alan Slade, detto Jeff (Chicago Heights, 1º marzo 1941 – Sylvania, 11 febbraio 2012), è stato un cestista statunitense, professionista nella NBA.

## Carriera
Dopo la carriera universitaria al Kenyon College, venne selezionato all'11º giro del Draft NBA 1962, con l'85ª scelta assoluta, dai Chicago Zephyrs, con cui giocò 3 partite segnando 4 punti nel 1962-63.